# Violeta Parra
Violeta del Carmen Parra Sandoval (phát âm tiếng Tây Ban Nha: [bjoˈleta ˈpara]; 4 tháng 10 năm 1917 – 5 tháng 2 năm 1967) là một nhà soạn nhạc, nhà viết nhạc, người nghiên cứu văn hóa dân gian, người nghiên cứu âm nhạc dân tộc và nghệ sĩ thị giác người Chile. Bà đã khai phá Nueva canción chilena (Bài hát mới của Chile), một phiên bản được thay đổi và làm mới của dân ca Chile, thứ có sức mạnh lan tỏa ra tận ngoài lãnh thổ Chile. Parra được công nhận là "Người mẹ của văn hóa dân gian Mỹ Latin". Vào năm 2011 Andrés Wood đạo diễn một bộ phim tiểu sử dựa trên cuộc đời bà, có tựa đề là Violeta Went to Heaven  (Spanish: Violeta se fue a los cielos).

## Tiểu sử

### Những năm đầu
Violeta Parra sinh ra tại San Fabián de Alico, gần San Carlos, Ñuble Province, một thị trấn nhỏ ở miền nam Chile vào ngày 4 tháng 10 năm 1917, với cái tên Violeta del Carmen Parra Sandoval.

### Nhà nghiên cứu văn hóa dân gian
Vào năm 1952, con gái thứ ba của Parra, Rosita Clara, ra đời. Cùng vào năm này, được khuyến khích bởi anh trai Nicanor, Violeta bắt đầu thu thập và phân loại sắp xếp nhạc dân gian Chile xác thực từ khắp mọi miền đất nước. Bà từ bỏ danh mục bài hát dân gian cũ và bắt đầu sáng tác những bài hát của chính mình dựa trên các hình thức nhạc dân gian truyền thống.

### Cái chết và di sản
Parra chết bởi tự sát vào năm 1967 bằng một viên đạn bắn vào đầu. Nhiều cuộc tưởng niệm đã được tổ chức sau sự ra đi của bà, cả ở Chile lẫn nước ngoài. Bà là một niềm cảm hứng cho nhiều nghệ sĩ Mỹ Latin, ví dụ như Victor Jara và chiến dịch âm nhạc "Nueva Cancion Chilena", thứ đã làm sống lại sự quan tâm đến văn hóa dân gian Chile.

## Lịch sử âm nhạc

### Album phòng thu
- Chants et danses du chili  Vol. 1 (1956)
- Chants et danses du chili. Vol. 2 (1956)
- Violeta Parra, Canto y guitarra. El Folklore de Chile, Vol. I (1956)
- Violeta Parra, acompañada de guitarra. El Folklore de Chile, Vol. II (1958)
- La cueca presentada por Violeta Parra: El Folklore de Chile, Vol. III. (1958)
- La tonada presentada por Violeta Parra: El Folklore de Chile, Vol. IV. (1958)
- Toda Violeta Parra: El Folklore de Chile, Vol. VIII (1960)
- Violeta Parra, guitare et chant: Chants et danses du Chili. (1963)
- Recordandeo a Chile (Una Chilena en París). (1965)
- Carpa de la Reina (1966)
- Las últimas composiciones de Violeta Parra (1967)

### Sau khi qua đời
- Violeta Parra y sus canciones reencontradas en París (1971)
- Canciones de Violeta Parra (1971)
- Le Chili de Violeta Parra (1974)
- Un río de sangre (1975)
- Presente / Ausente (1975)
- Décimas (1976)
- Chants & rythmes du Chili  (1991)
- El hombre con su razón (1992)
- Décimas y Centésimas (1993)
- El folklore y la pasión (1994)
- Haciendo Historia: La jardinera y su canto (1997)
- Violeta Parra: Antología (1998)
- Canciones reencontradas en París (1999)
- Composiciones para guitarra (1999)
- Violeta Parra - En Ginebra, En Vivo, 1965 (1999)
- Violeta Parra: Cantos Campesinos (1999)